# مارتين ريبيتز
مارتين ريبيتز (مواليد 1961) عالمة مناخ سويسرية. وهي أستاذة في جامعة نوشاتيل وعالمة بارزة في المعهد الفيدرالي السويسري لأبحاث الغابات والثلوج والمناظر الطبيعية.

## سيرتها الشخصية
درست ريبيتز الجغرافيا وعلم المناخ في جامعات لوزان وزيورخ وسالفورد من 1979 إلى 1985. حصلت على درجة الدكتوراه في الفترة من 1987 إلى 1992 في جامعة لوزان، بعد ذلك عملت في جامعة فرايبورغ وجامعة نوشاتيل.
```
من 1996 إلى 2006، كانت زميلة باحثة في المعهد الفيدرالي السويسري لأبحاث الغابات والثلوج والمناظر الطبيعية قبل تعيينها عالمة أولى في نفس المعهد. في 2017، تعينت أستاذة جامعية في جامعة نوشاتيل.
[
3
]
```

## عملها
يدور عمل ريبيتز العلمي حول تغير المناخ، وخاصة في سويسرا، وكذلك حول تبعات الاحتباس الحراري على الغابات، وسياحة جبال الألب والثلج. ساهمت في فهم آثار الاحتباس الحراري على السياحة الشتوية في سياق أزمة المناخ. في 2016، تمكنت من إثبات أن موسم التزلج في جبال الألب قد انخفضت مدته إلى أكثر من شهر في سويسرا مقارنة بعام 1970؛ وبناءً على ذلك، أصبح هناك طقس أكثر تطرفًا، وفترات أطول من الجفاف وظواهر هطول أكبر.
في 2019، علقت ريبيتز بلطف على مخاوف حركة جُمع حماية المناخ من أجل المستقبل، فقالت: «وفقًا لأنطوان دو سانت إكزوبيري، نحن لا نرث الأرض من والدينا، بل نقترضها من أطفالنا. اليوم يطلب الجيل الجديد بيانًا بشأن ما فعلناه بالأرض التي اقترضناها منه».
تبحث ريبيتز أيضًا في تصورات الناس حول تغير المناخ. جذب تحقيقها في التصور المتغير لعيد الميلاد الأبيض بمرور الوقت انتباه وسائل الإعلام؛ باستخدام مقارنة بطاقات بريدية لعيد الميلاد، تمكنت من إظهار أن الفكرة المثالية لمهرجان عيد الميلاد الثلجي انتشرت فقط حول العالم من حوالي 1860 فصاعدًا.